# Жуковский сельский совет (Бурынский район)
Жуковский сельский совет (укр. Жуківська сільська рада) — входит в состав
Бурынского района
Сумской области
Украины.
Административный центр сельского совета находится в 
с. Жуковка
.

## Населённые пункты совета
- с. Жуковка
- с. Кубраково
- с. Нотариусовка
- с. Тимофеевка